# NGC 7528
NGC 7528 é uma galáxia elíptica (E) localizada na direcção da constelação de Pegasus. Possui uma declinação de +10° 13' 52" e uma ascensão recta de 23 horas, 14 minutos e 20,0 segundos.
A galáxia NGC 7528 foi descoberta em 1880 por -.